# Ankawa

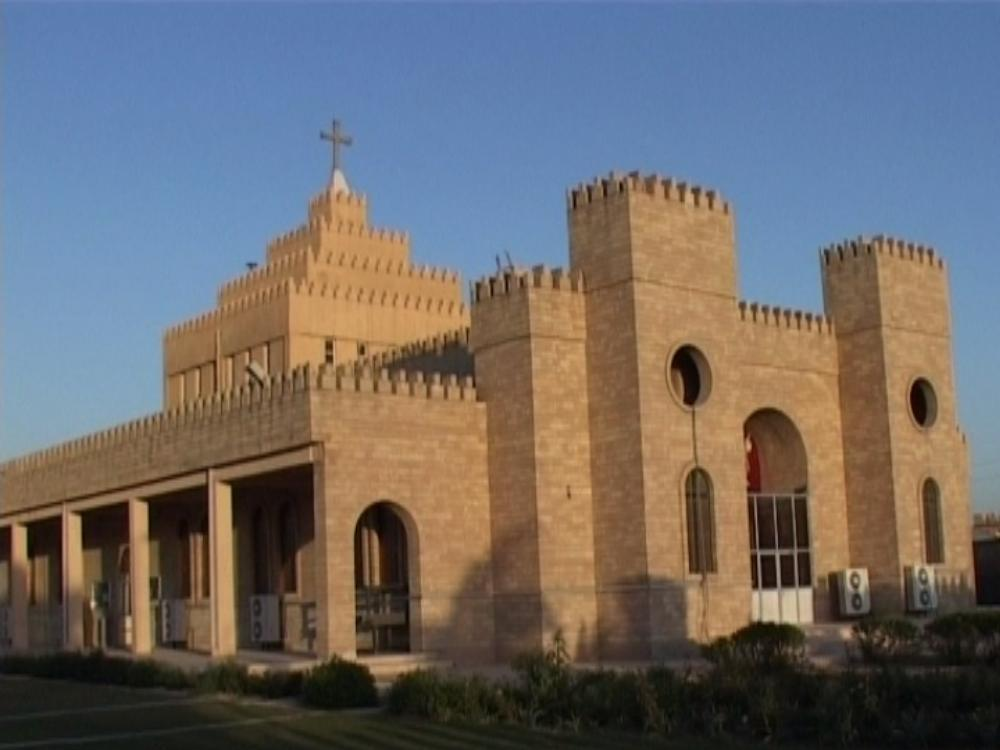
S:t Josefs kyrka i Ankawa

Ankawa (syriska: ܥܢܟܒܐ) är en stadsdel i staden Arbil i Arbilprovinsen i irakiska Kurdistan, med cirka 30 000 invånare, varav en stor del är kaldéer och assyrier tillhörande den Kaldeisk-katolska kyrkan. 
Eftersom Ankawa är ett lugnt område har det kommit många flyktingar från andra stora städer i Irak som Bagdad till staden, vilket har lett till att folkmängden ökat. Cirka 3 300 människor från Ankawa bor i Sverige (av dessa bor cirka 2 000 i Eskilstuna och cirka 1 000 i Stockholm), mer än 2 000 i Australien och ett stort antal i Kanada. Folk från Ankawa som bor i Eskilstuna har bildat Kaldeiska Babylonföreningen för att hjälpa människor att utveckla och behålla sina traditioner.